# Evolution (luta profissional)
Evolution foi um stable vilã de luta livre profissional na WWE que fez parte da marca Raw de 2003 a 2005, bem como durante 2007 e 2014.
No auge de sua existência original, o grupo consistia em Triple H, Ric Flair, Batista e Randy Orton. O grupo foi referido como uma iteração moderna do antigo grupo de Flair, The Four Horsemen. Evolution lentamente começou a se dissolver no verão de 2004 e perdeu seus respectivos títulos (Campeonato Intercontinental, Campeonato Mundial de Pesos Pesados e Campeonato Mundial de Duplas) para Edge, Chris Benoit e a equipe de Booker T e Rob Van Dam, respectivamente. O Evolution traiu Orton na noite seguinte ao SummerSlam, quando ele ganhou o Campeonato Mundial dos Pesos Pesados e o expulsaram ddo grupo. Depois de vencer o Royal Rumble em 2005 e provocar que ele perseguiria o Campeonato da WWE, Batista traiu Triple H e decidiu perseguir o Campeonato Mundial de Pesos Pesados. Embora a saída de Batista tenha sido em grande parte o fim para o grupo, a separação final veio quando Triple H traiu e atacou Flair. Durante a separação, cada membro se enfrentou pelo menos uma vez.
Evolution mais tarde reformado em 14 de abril de 2014 depois que Batista uniu forças com Triple H e Orton. Flair não participou da reunião, pois se aposentou da participação total no wrestling em 2012. Em outubro de 2018, os quatro membros originais do grupo se reuniram para comemorar o 1000º episódio do SmackDown Live. A partir de 2020, apenas Triple H e Randy Orton atualmente trabalham com a WWE entre os ex-membros do Evolution.

## Conceito
Cada membro do Evolution representou o melhor em: "o passado" (Ric Flair), "o presente" (Triple H) e "o futuro" (Randy Orton e Batista) do wrestling profissional. Triple H revelaria em seu DVD Triple H - Thy Kingdom Come de 2013 que Mark Jindrak foi originalmente planejado para estar no grupo no papel de Batista como o executor de Arn Anderson, com Jindrak até gravando vinhetas com o resto do grupo, antes de foi decidido tornar Batista parte do grupo. Isso foi ainda mais elaborado em 2020, quando foi revelado que Vince McMahon queria Jindrak no grupo para substituir Batista devido a suas lesões no tríceps em 2003. No entanto, Triple H sentiu que Jindrak não estava maduro o suficiente para o grupo e também sentiu que estava arrastando Orton para baixo, uma avaliação mutuamente acordada pelo próprio Jindrak. Por fim, a administração decidiu colocar Jindrak em uma tag team com Garrison Cade enquanto o resto da Evolution esperava que Batista voltasse à saúde, o que provou funcionar para todas as partes envolvidas, incluindo Jindrak, que se tornaria uma grande estrela no México após sua saída da WWE em 2005.
As marcas registradas de Flair de se vestir de terno e ser uma Playboy notável, juntamente com a crueldade de vilão, marca registrada dele e de Triple H, foram traços que foram transferidos para todo o grupo, durante e por alguns anos após a Evolution.

## História

### Formação (2002–2003)

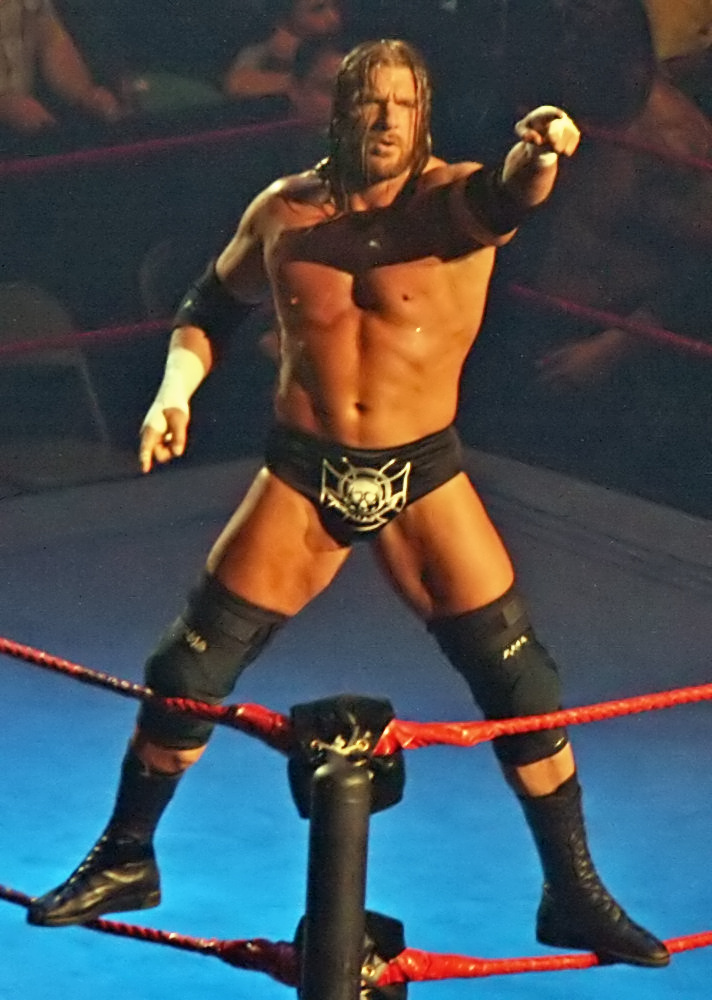
Triple H, o líder do Evolution.

No Unforgiven em 2002, Triple H defendeu o Campeonato Mundial dos Pesos Pesados contra Rob Van Dam. Durante a luta, Ric Flair desceu ao ringue e agarrou a marreta de Triple H e brincou com ele antes de bater em Van Dam, permitindo que Triple H ganhasse. A partir desse ponto, Flair acompanhou Triple H ao ringue como seu empresário. Pouco depois, Batista saiu do SmackDown! ao Raw e Flair também começou a acompanhá-lo ao ringue enquanto continuava a segundo Triple H. Em 20 de janeiro de 2003, Randy Orton se juntou a Triple H, Flair e Batista no ataque a Scott Steiner para completar o grupo. Duas semanas depois, o grupo recebeu esse nome quando Triple H, depois que o grupo saltou Tommy Dreamer, falou sobre como os quatro homens foram exemplos da evolução do pro wrestling do passado (Flair) para o presente (ele mesmo) para o futuro (Batista e Orton ). Em 26 de maio no episódio do Raw, Orton atacou Shawn Michaels e Kevin Nash após uma luta de handicap dois contra um com Michaels e Flair (que acabou traindo Michaels durante a luta) enfrentando Triple H. Batista ficou fora por quase oito meses porque retocou o tríceps enquanto reabilitava a lesão.

### Domínio (2003–2005)

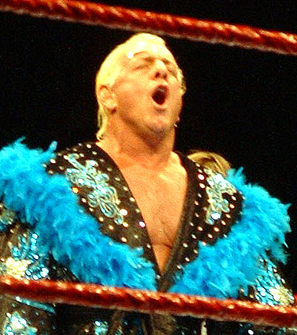
Ric Flair, the mentor of the group

Em 2003, no Bad Blood, Flair conseguiu derrotar Shawn Michaels depois que Orton atingiu Michaels com uma cadeira. Mais tarde naquela noite, Triple H manteve seu Campeonato Mundial dos Pesos Pesados em uma luta Hell in a Cell contra Kevin Nash. No Unforgiven, Orton, que começou a desenvolver uma gimmick "Legend Killer", derrotou Michaels para provar que ele era de fato um Legend Killer. Mais tarde naquela noite, Triple H defendeu o Campeonato Mundial dos Pesos Pesados contra Goldberg, para quem perdeu o título. No episódio do Raw de 29 de setembro, Triple H concedeu uma recompensa de US$ 100.000 a qualquer um que conseguisse derrotar Goldberg. Três semanas depois, Batista fez seu retorno durante uma luta entre Goldberg e Michaels e atacou o campeão, terminando pisando em uma cadeira de aço com o tornozelo de Goldberg ensanduichado para reivindicar a recompensa. No Survivor Series, Orton participou de uma luta de eliminação Team Bischoff contra Team Austin em que Orton foi o único sobrevivente. Mais tarde naquela noite, Goldberg enfrentou Triple H em uma revanche do Unforgiven pelo Campeonato Mundial dos Pesos Pesados que Goldberg venceu apesar da interferência repetida de Flair, Orton e Batista. Em junho de 2003, a Evolution decidiu tentar recrutar Kane. Após tentativas mal sucedidas, Triple H enfrentaria Kane em uma luta com uma estipulação de título contra máscara. Depois de derrotar Kane, ele finalmente seria desmascarado completamente para o público ver. No auge do poder do Evolution, o grupo controlava todos os campeonatos masculinos do Raw após o Armageddon. Batista se uniu a Flair para ganhar o Campeonato Mundial de Dudley Boyz (Bubba Ray Dudley e D-Von Dudley) em uma luta Tag Team Turmoil, Orton conquistou o Campeonato Intercontinental de Rob Van Dam, e Triple H recuperou o Campeonato Mundial dos Pesos Pesados de Goldberg (em uma luta Triple Threat que também envolveu Kane), com a ajuda dos outros membros.
Em janeiro de 2004, no Royal Rumble, Flair e Batista defenderam com sucesso o Campeonato Mundial de Duplas contra Dudley Boyz em uma luta de mesas, e o Campeão Mundial dos Pesos-Pesados Triple H lutou contra Shawn Michaels em uma luta Last Man Standing, mantendo assim o título. mantendo assim o campeonato. Flair e Batista trocaram o Campeonato Mundial de Duplas com Booker T e Rob Van Dam. Na WrestleMania XX, Evolution derrotou o Rock 'n' Sock Connection (The Rock e Mick Foley) em uma luta de handicap 3-on-2. Mais tarde naquela noite, Triple H perdeu o Campeonato Mundial dos Pesos Pesados para Chris Benoit (em uma luta triple threat que também envolveu Shawn Michaels) quando ele finalizou para o Crippler Crossface. No Backlash, Flair perdeu para Shelton Benjamin em uma ação individual. Mais tarde naquela noite, Orton defendeu com sucesso o Campeonato Intercontinental contra Cactus Jack (Mick Foley) em uma luta Hardcore, enquanto Chris Benoit manteve o Campeonato Mundial dos Pesos Pesados em uma luta triple threat contra Triple H e Shawn Michaels, desta vez forçando Michaels a finalizar com o Sharpshooter. Triple H e Shawn Michaels mais tarde continuariam sua rivalidade no Bad Blood dentro de um Hell in a Cell, que foi vencido por Triple H e assim encerrando sua rivalidade.

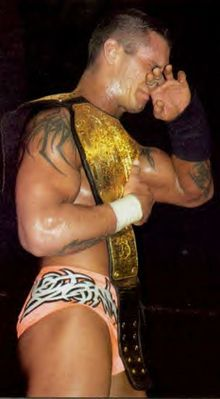
Randy Orton after he won the World Heavyweight Championship at SummerSlam 2004 in August 2004

Enquanto ainda Campeão Mundial de Pesos Pesados, Benoit juntou-se a Edge para conquistar o Campeonato Mundial de Duplas de Flair e Batista. Em meados de 2004, Eugene fez amizade com Triple H. No Vengeance, foi revelado que Triple H o usou. O ângulo foi concluído depois que Eugene acidentalmente causou a derrota de Triple H para Chris Benoit no Vengeance.[34] Na mesma noite, Edge derrotou Randy Orton para encerrar seu reinado de sete meses no Intercontinental Championship.[35]

### Rivalidade com Shawn Michaels e Goldberg (2003)
Em 2003, no evento Bad Blood, Flair derrotou Michaels após Orton atingir o último com uma cadeira de aço. No final da noite, Triple H defendeu com sucesso o Título de Pesos-Pesados contra Kevin Nash em uma luta Hell in a Cell. No Unforgiven, Orton (agora, com a alcunha de "The Legend Killer") derrotou Michaels provando ser mesmo um matador de lendas. No final daquela noite, Triple H enfrentou Goldberg e acabou perdendo o Título de Pesos-Pesados da WWE.
Na edição de 20 de Outubro do programa RAW, Batista retornou de lesão e juntou-se ao Evolution. No Survivor Series, Orton participou pelo Time Bischoff versus o Time Austin, onde ele foi o único sobrevivente. No final da noite, houve uma revanche da luta do Unforgiven entre Goldberg e Triple H, vencida por Goldberg.

### Sucessos (2003-2004)
Tendo já adquirido um certo "poder" em suas lutas, o Evolution controlou a maioria dos campeonatos da RAW após o Armageddon. Batista formou time com Flair e eles derrotaram os Dudley Boyz (Bubba Ray Dudley e D-Von Dudley) em uma luta de duplas, para conquistarem o Título Mundial de Duplas. Após, Orton derrotou Rob Van Dam e tornou-se Campeão Intercontinental. Além dessas conquistas, Triple H recuperou o Título Mundial de Pesos-Pesadosde Goldberg em uma luta tripla, também evolvendo Kane; Triple H contou com a ajuda dos outros membros para conseguir a vitória.
Em Janeiro de 2004, no Royal Rumble, Flair e Batista defenderam com sucesso o World Tag Team Championship em uma luta com mesas, escadas e cadeiras de aço. Triple H derrotou o seu ex-companheiro no grupo D-Generation X Shawn Michaels, e manteve o Título de Pesos-Pesados. Durante as semanas de março, Flair e Batista defenderam com sucesso o seu título contra Booker T e Rob Van Dam. Na WrestleMania XX, a Evolution (exceto Triple H) derrotou The Rock e Mick Foley em uma 3 vs 2 handicap. No evento principal daquela noite, Triple H perdeu o seu título para Chris Benoit em uma luta tripla também envolvendo Shawn Michaels. No Backlash, Orton defendeu com sucesso o Título Intercontinental contra Cactus Jack (Mick Foley) em uma luta hardcore. No final da noite, Flair perdeu para Shelton Benjamin e Triple H desperdiçou uma chance de reter o título em uma luta tripla contra Benoit e Michaels.

### Queda e auto-destruição (2004)

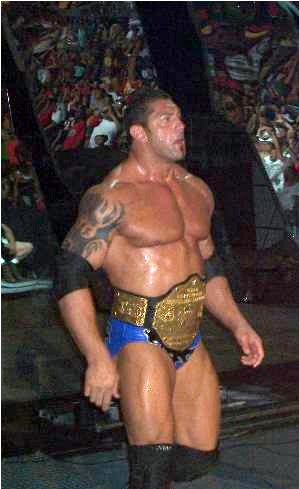
Dave Batista.

Benoit, atual Campeão Mundial de Pesos-Pesados, fez parceria juntamente à Edge, e eles derrotaram Batista e Flair, em uma luta pelo Título Mundial de Duplas. No verão de 2004, Eugene juntou-se ao Evolution e foi um "membro honorário". Envolveu-se em uma história fictícia com a equipe e foi o responsável pela derrota de Triple H para Benoit no evento Vengeance. No final da noite, Edge derrotou Orton e encerrou o sétimo mês de reinado do último como Campeão Intercontinental.
Triple H recebeu uma última chance pelo Título Mundial de Pesos-Pesados após vencer uma luta no estilo Iron Man. No fim daquela noite, Orton venceu um battle royal e tornou-se o desafiante Nº 1 pelo Título de Pesos-Pesados. Benoit enfrentou no SummerSlam Orton, luta na qual Orton venceu e tornou-se o novo Campeão Mundial de Pesos-Pesados e o mais novo Campeão Mundial da história da WWE até a data. Na edição da RAW de 16 de Agosto, Orton foi expulso do grupo após defender com sucesso o título contra Benoit. O grupo atacou Orton, que saiu lesionado. Batista foi quem deu a ideia.
No Unforgiven, Triple H derrotou Orton e recuperou o Título de Pesos-Pesados, com ajuda de Flair, Batista e Jonathan Coachman. A rivalidade entre Orton e Evolution continuou no Survivor Series, onde o time formado por Triple H, Batista, Gene Snitsky e Edge foi derrotado por Orton, Maven, Chris Jericho e Chris Benoit na luta principal. Como resultado, a equipe de Orton teve controle da RAW no mês seguinte.
Na edição da RAW de 6 de Dezembro, o título de Pesos-Pesados foi declarado vago após a luta tripla entre Triple H, Edge e Benoit terminar em duplo pin e a luta no estilo Elimination Chamber no evento New Year's Revolution declararia o novo campeão.

### Dissolução (2005)

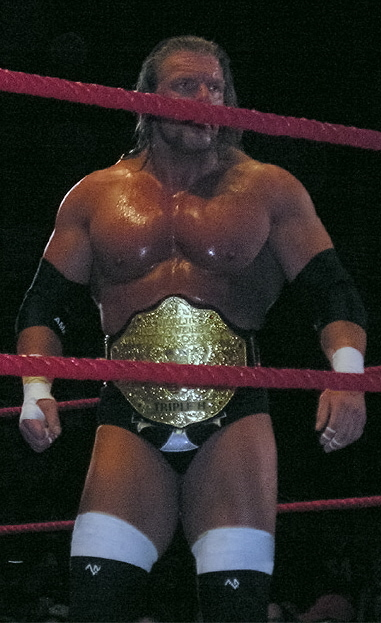
Triple H como World Heavyweight Champion

Na Elimination Chamber mencionada anteriormente, Batista, Orton e Triple H foram os três últimos a terminar a luta. Orton eliminou Batista com um RKO e Triple H fez o pin em Orton com a ajuda de Batista para conquistar o então vago Título de Pesos-Pesados. Nas semanas seguintes, foram decididos os desafiantes pelo título no Royal Rumble. Triple H sugeriu à Batista não entrar, querendo ele que o grupo concentrasse para Triple H manter o título. Batista não gostou, entrou mesmo assim e consiguiu vencê-lo. Como parte do evento programado, Triple H fez o pin em Orton e reteve o título, pondo fim na rivalidade entre eles.
Triple H tentava fazer com que Batista aceitasse uma luta pelo Título da WWE. As tentativas foram sem sucesso; e na cerimônia da inscrição do contrato para a luta na WrestleMania, Batista saiu do Evolution e atacou aos membros restantes, Triple H e Flair. Na WrestleMania 21, Batista derrotou Triple H e tornou-se Campeão Mundial de Pesos-Pesados. Batista manteve-o em revanches no Backlash  e no Vengeance, em uma luta Hell in a Cell.
Após o Vengeance, Triple H estava lesionado e Flair mudou a sua personalidade para "herói", e o grupo acabou sendo dissolvido. Triple H fez o seu retorno em um episódio da "WWE Homecoming" onde fez parceria com Flair para derrotarem Carlito e Chris Masters. Após vencer essa luta, Triple H traiu Flair e o atacou com sua marreta, e após esse processo tornou-se "vilão" e o Evolution acabou.

### Reuniões (2007-2008)
Em 10 de Dezembro de 2007, o Evolution fez uma reunião no ringue no episódio do 15º Aniversário da RAW. Batista, Triple H e Ric Flair, todos eles faces, formaram uma equipe para uma luta tag team. Convidaram Randy Orton, mas ele rejeitou, pois fui expulso da equipe em 2004. A Evolution enfrentou a Rated-RKO (Edge e Orton) e Umaga, onde saíram vencedores. Em 8 de Dezembro de 2008, Batista e Triple H formaram uma equipe contra Orton, Cody Rhodes e Manu, mas acabaram derrotados nessa handicap match.

### Retorno (2014)
Em 14 de abril de 2014, o Grupo retornou após Triple H convidar Orton e Batista para unirem as forças novamente e retomarem o grupo, porém, sem Ric Flair, e dessa vez, contra The Shield e Daniel Bryan.Em 02 de Junho de 2014, Batista abandonou a Evolution ao se demitir. Na mesma noite, Triple H apresentou que Seth Rollins seria o novo membro da Stable.

## Personalidade
Cada um dos membros tinha uma característica que o representava melhor: o "passado" (Ric Flair), o "presente" (Triple H) e o "futuro" (Randy Orton e Batista) do wrestling profissional. Cada membro do grupo tinha uma personalidade especial:
- Orton: após retornar de uma lesão em Maio de 2003, tornou-se o "The Legend Killer" (em português "O Matador de Lendas") e derrotava e humilhava grandes "lendas" do wrestling e celebridades. Acabou tornando-se famoso após vencer Mick Foley e Harley Race.[75]
- Batista: conhecido como "Evolution's Animal" (abreviado "The Animal"), era o menos importante da equipe, atuando em algumas lutas apenas como orientador. Ganhou popularidade e lugar na equipe muito rápido e foi mantido após colaborar muito na saída de Orton da equipe.[76]
- Flair: o "The Nature Boy" foi o orientador da equipe nos anos iniciais; era o "cabeça" do grupo e entrava ajudando os membros da Evolution. Apesar disso, ele tornou-se com o tempo um influente wrestler e um dos mais ativos do grupo, além de ganhar por duas vezes o Título Mundial de Duplas com Batista.[77]
- Triple H: "The Game" foi o líder da equipe e foi aquele que possía o título Mundial a maior parte do tempo. Quando o grupo foi formado, Triple H já possuía o Título Mundial de Pesos-Pesados, e acabou perdendo para Benoit, o qual foi derrotado por Orton. Foi o líder na expulsão de Orton da equipe, após sua série de vitórias.[78]

## No wrestling
- Movimentos de finalização
  - Pedigree (Double underhook facebuster) - Triple H
  - RKO (Jumping cutter) - Randy Orton
  - Batista Bomb (Sitout Powerbomb) - Batista
  - Figure four leglock - Ric Flair

- Temas de entrada
  - "Evolve" por Jim Johnston (2003)
  - Line in the Sand de Motörhead (2003-2004)

## Títulos e prêmios
- World Wrestling Entertainment
  - World Heavyweight Championship (6 vezes) - Triple H (5) e Randy Orton (1)[79]
  - World Tag Team Championship (2 vezes) - Ric Flair e Batista (2)[80]
  - WWE Intercontinental Championship (1 vez) - Randy Orton (1)[81]
  - Royal Rumble - Batista (2005)[64]